# 電氣石
電氣石（英語：tourmaline），工艺品名称碧玺，為含硼的環狀硼矽酸鹽礦物，並含有鋁、鐵、鎂、鈉、鋰或鉀元素。在寶石的分類中，電氣石屬於半寶石，並有多種顏色。早期的斯里蘭卡透明高品質的電氣石是由荷蘭東印度公司帶入歐洲來滿足好奇心和寶石市場，在當時並不認為鐵電氣石（黑電氣石）和電氣石是同一種礦物。由於電氣石具有壓電效應，因此在19世紀就被用以作為偏振光實驗的材料。

## 名称
電氣石的英文名“tourmaline”为音译为托瑪琳，由坦米爾語和僧伽羅語的“Turmali”（තුරමලි）或“Thoramalli”（තෝරමල්ලි）衍生而来，當時在斯里蘭卡電氣石被發現用類作為寶石而命名的。
在中文历史文献中，“碧玺”也被称为“砒硒”、“碧霞希”、“碧霞玺”、“碧霞玭”、“碧亚”、“碧牙𤥒”、“碧鵶犀”、“碧鸦犀”、“碧牙西”、“碧亚么”、“碎邪金”、“玺灵石”等。

## 種類
常見電氣石主要有鐵電氣石、鎂電氣石、鋰電氣石。

### 鐵電氣石

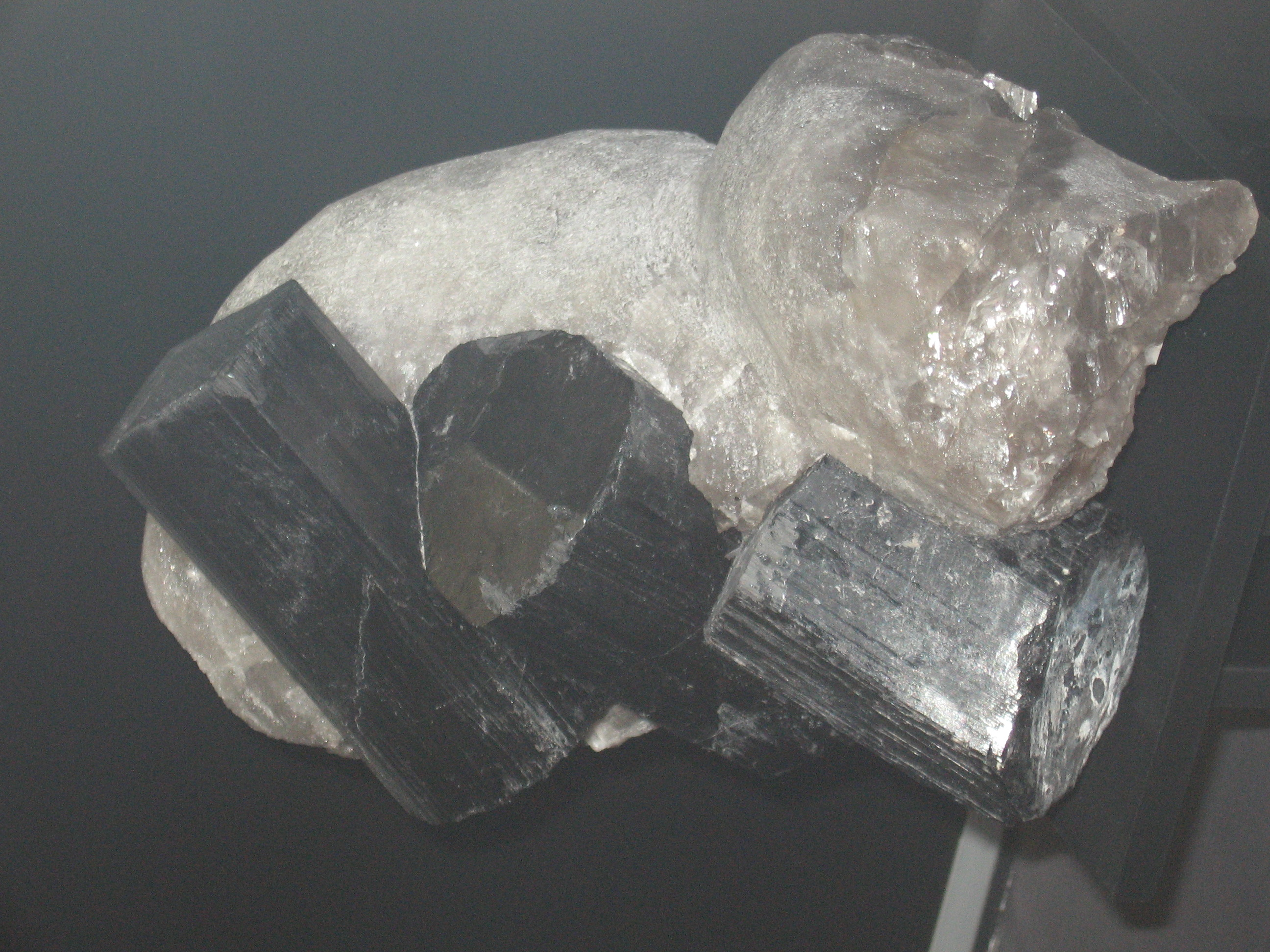
鐵電氣石，義大利米蘭產

鐵電氣石（schorl）成分含有鐵和鈉，顏色主要為褐色到黑色，因此又稱為黑電氣石或黑碧璽，為電氣石中最常見的種類，95%的電氣石可能都是此種。 最早的鐵電氣石可以追溯到西元1400年前，德國薩克森州的小村莊茨肖爾勞，當地人已經將該類礦物稱之為"schorl"或相近的名稱，由於該村莊附近有錫礦因此連帶錫石和鐵電氣石一同在當地發現，1562年，鐵電氣石首次出現在Johannes Mathesius撰寫的文獻中，當時稱"schürl"為鐵電氣石，大概在16世紀德語多以"Schurel"、"Schörle", 和 "Schurl"稱呼，到了18世紀以"Schörl"名為主流，而英文則到18世紀都用"shorl"和"shirl"，到19世紀至現代才以"schörl", "schorl"和"iron tourmaline"稱呼鐵電氣石。

### 鎂電氣石

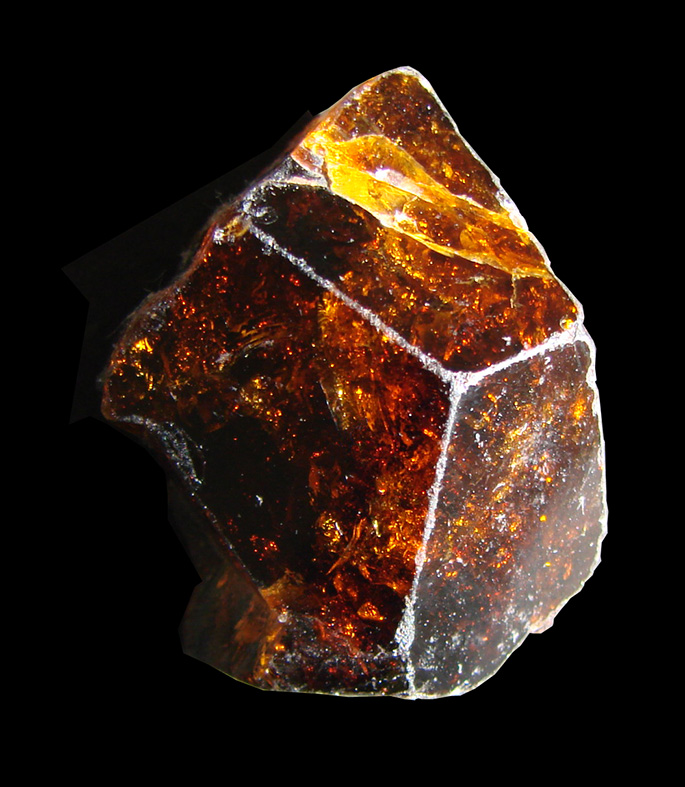
褐色鎂電氣石

鎂電氣石（dravite）成分含有鎂和鈉，顏色主要為深黃到到褐色少數綠色，又稱褐電氣石。
英文名稱"dravite"最早來自一位維也納大學的教授Gustav Tschermak在他的書中描述產於德拉瓦河一處(現在的斯洛維尼亞德拉沃格勒)富含鎂(以及鈉)的電氣石，他以德拉瓦河來命名他所發現的礦物。而當時他所提出的化學式為NaMg3(Al,Mg)6B3Si6O27(OH)，與現在所知的鎂電氣石化學式極為相符。

### 鋰電氣石

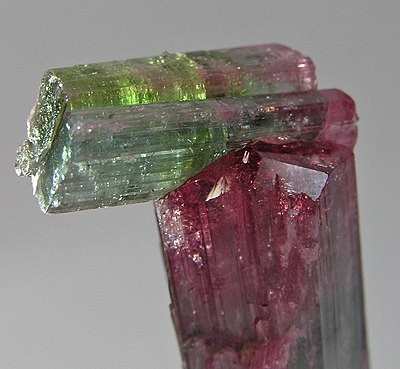
雙色鋰電氣石

鋰電氣石（elbaite）顏色則從紅、藍、綠到無色，如果同時出現紅色和綠色又稱西瓜電氣石。
英文名稱「elbaite」源於義大利厄爾巴島，當地產的有色和無色的電氣石首次被化學驗出為含鋰的電氣石，在1850年開始就已經有化學家在研究電氣石所含的元素，直到1914年地質學家弗拉基米爾·維爾納茨基才以"Elbait"稱來自義大利厄爾巴島發現富含鋰、鈉、鋁的電氣石，並將其化學式簡化為(Li,Na)HAl6B2Si4O21，到1933年Winchell將化學式改為H8Na2Li3Al3B6Al12Si12O62該化學式可以寫成 Na(Li1.5Al1.5)Al6(BO3)3[Si6O18](OH)3(OH)。

### 電氣石礦物群的化學式
電氣石礦物群的化學式可以說是矽酸鹽礦物中最複雜的，由於置換作用(固溶體)導致電氣石的化學通式變得很廣泛，整體的化學通式如下
XY3Z6(T6O18)(BO3)3V3W 
其中
X = Ca, Na, K, □(空位)
Y = Li, Mg, Fe2+, Mn2+, Zn, Al, Cr3+, V3+, Fe3+, Ti4+, □
Z = Mg, Al, Fe3+, Cr3+, V3+
T = Si, Al, B
B = B, □
V = OH, O
W = OH, F, O

### 電氣石的分類
電氣石中根據電氣石化學通式X的位置可以分成三個群體，鹼金屬電氣石類、鈣電氣石類、晶格空缺類。

鹼金屬電氣石類（Alkali Group）中的化學通式X的位置皆為鹼金屬，例如鈉和鉀。
| 名稱                    | 化學式                                | IMA記號 |
| ----------------------- | ------------------------------------- | ------- |
| 鎂電氣石                | NaMg3Al6Si6O18(BO3)3(OH)3OH           | Drv     |
| 鐵電氣石                | NaFe3Al6Si6O18(BO3)3(OH)3OH           | Srl     |
| 鉻-鎂電氣石             | NaMg3Cr6Si6O18(BO3)3(OH)3OH           | Cdrv    |
| 氟-鎂電氣石             | NaMg3Al6Si6O18(BO3)3(OH)3F            | Fdrv    |
| 氟-鐵電氣石             | NaFe3Al6Si6O18(BO3)3(OH)3F            | Fsrl    |
| 氧釩-鎂電氣石           | NaV3(V4Mg2)Si6O18(BO3)3(OH)3O         | Ovdrv   |
| 釩氧鉻-鎂電氣石         | NaV3(Cr4Mg2)Si6O18(BO3)3(OH)3O        | Vocdrv  |
| 鋰電氣石                | Na(Li1.5,Al1.5)Al6Si6O18(BO3)3(OH)3OH | Elb     |
| 氟-鋰電氣石             | Na(Li1.5,Al1.5)Al6Si6O18(BO3)3(OH)3F  | Felb    |
| 波翁德拉石(Povondraite) | NaFe3+3(Fe3+4Mg2)Si6O18(BO3)3(OH)3O   | Pov     |
| 鉻鋁-波翁德拉石         | NaCr3(Al4Mg2)Si6O18(BO3)3(OH)3O       | Capov   |
| 氧-鎂電氣石             | Na(Al2Mg)(Al5Mg)Si6O18(BO3)3(OH)3O    | Odrv    |
| 氧-鐵電氣石             | Na(Fe2+2Al)Al6Si6O18(BO3)3(OH)3O      | Osrl    |
| 氧鉻-鎂電氣石           | NaCr3(Mg2Cr4)Si6O18(BO3)3(OH)3O       | Ocdrv   |
| 釩氧-鎂電氣石           | NaV3(Al4Mg2)Si6O18(BO3)3(OH)3O        | Vodrv   |
| Darrellhenryite         | NaLiAl2Al6Si6O18(BO3)3(OH)3O          | Dhry    |
| 氟-鈉鐵電氣石           | NaFe3+3Al6Si6O18(BO3)3O3F             | Fbu     |
| 鈉鋁電氣石              | NaAl3Al6Si6O18(BO3)3O3OH              | Ole     |
| 丸山電氣石(Maruyamaite) | K(MgAl2)(Al5Mg)Si6O18(BO3)3(OH)3O     | Mry     |

鈣電氣石類（Calcic Group）中的化學通式X的位置皆為鈣。
| 名稱                  | 化學式                            | IMA記號 |
| --------------------- | --------------------------------- | ------- |
| 足立電氣石(Adachiite) | CaFe2+3Al6(Si5AlO18)(BO3)3(OH)3OH | Adc     |
| 鎂鈣電氣石(Feruvite)  | CaFe2+3(MgAl5)Si6O18(BO3)3(OH)3OH | Fer     |
| 鈣鎂電氣石(Uvite)     | CaMg3(Al5Mg)Si6O18(BO3)3(OH)3OH   | Uvt     |
| 氟-鈣鎂電氣石         | CaMg3(Al5Mg)Si6O18(BO3)3(OH)3F    | Fluvt   |
| 氟-鈣鋰電氣石         | Ca(Li2Al)Al6Si6O18(BO3)3(OH)3F    | Fld     |

晶格空缺類（Vacancy Group）又稱X-位置空缺類（X-vacancy Group），其在化學通式X的位置出現空缺的情形。
| 名稱                   | 化學式                           | IMA記號 |
| ---------------------- | -------------------------------- | ------- |
| 福伊特石(Foitite)      | □(Fe2+2Al)Al6Si6O18(BO3)3(OH)3OH | Foi     |
| 羅氏電氣石(Rossmanite) | □(LiAl2)Al6Si6O18(BO3)3(OH)3OH   | Rsm     |
| 鎂-福伊特石            | □(Mg2Al)Al6Si6O18(BO3)3(OH)3OH   | Mfoi    |

不在三個分類之中
| 名稱          | 化學式                                 | IMA記號 |
| ------------- | -------------------------------------- | ------- |
| Luinaite-(OH) | (Na,□)(Fe2+,Mg)3Al6Si6O18(BO3)3(OH)3OH | Lui-OH  |

## 物理性質

### 晶體結構與晶癖
電氣石主要是由六個矽氧四面體組成的環狀矽酸鹽礦物屬於三方晶系，因此晶體會呈現棱柱形或是柱狀晶體，其橫截面通常為呈現邊為有弧度的三角形。

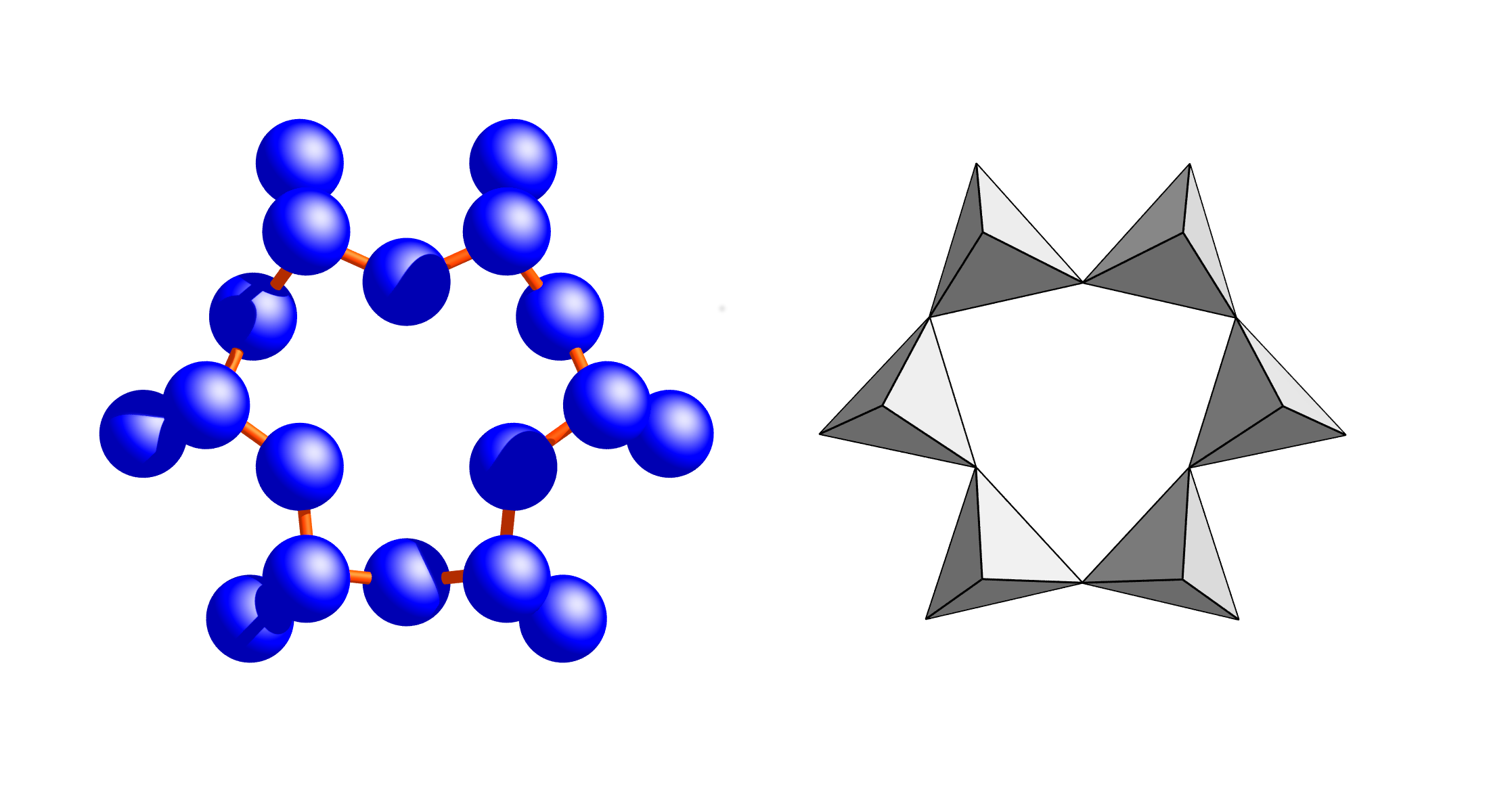
六個矽氧四面體組成的環狀矽酸鹽

### 顏色
電氣石有多種顏色，在富含鐵的電氣石通常為黑色至深褐色；富含鎂的電氣石顏色則由褐到黃；富含鋰的電氣石則有多變的顏色，如藍、綠、紅、黃、粉紅等等，甚至有更稀有的無色，而具有兩色到多種顏色的晶體也很常見，其反映了在結晶過程當中液體內部化學成分的變化。另外具有雙色或多色電氣石的兩端為粉色或綠色，該種鋰電氣石又可稱為西瓜電氣石。
當電氣石暴露輻射之下，其顏色呈現粉紅色，其原因是在於當電氣石暴露在自然伽瑪射線的環境底下Mn3+離子變多使其呈現粉紅和紅色。另外电气石可使用辐射来提高其成色，这些电气石的价值比起完全天然的，其价值会大大下降。

## 產地
電氣石的產地有許多地方，在巴西和非洲電氣石被大量有大量開採作為寶石和礦物標本，而在斯里蘭卡透過掏金的方式採集的電氣石也適合作為寶石。除了巴西之外在坦尚尼亞、尼日、肯亞、馬達加斯加、莫三比克、納米比亞、阿富汗、巴基斯坦、斯里蘭卡和馬拉威等地，都有在開採電氣石。

### 美國
在美國的電氣石最早於1822年在加利福尼亞州聖地牙哥郡被發現，剛開始被發現的電氣石晶體並沒有那麼清澈，在1890年才有文獻紀載，當時查爾斯·羅素奧克特在聖地牙哥郡Pala發現了粉紅色的電氣石並記錄下來，爾後當地成為了Stewart Mine礦區，到了1900年代早期聖地牙哥郡產區開始大量開採電氣石作為寶石並成為世界最大的產區，當地所產的電氣石為綠色到粉紅色的雙色電氣石。由於清朝慈禧太后非常喜歡粉紅色的電氣石，因此當時她從聖地牙哥郡Himalaya Mine礦區買了大量的寶石和雕飾，而在當地印地安原住民把電氣石作為陪葬品已有很長一段時間了。

## 圖集

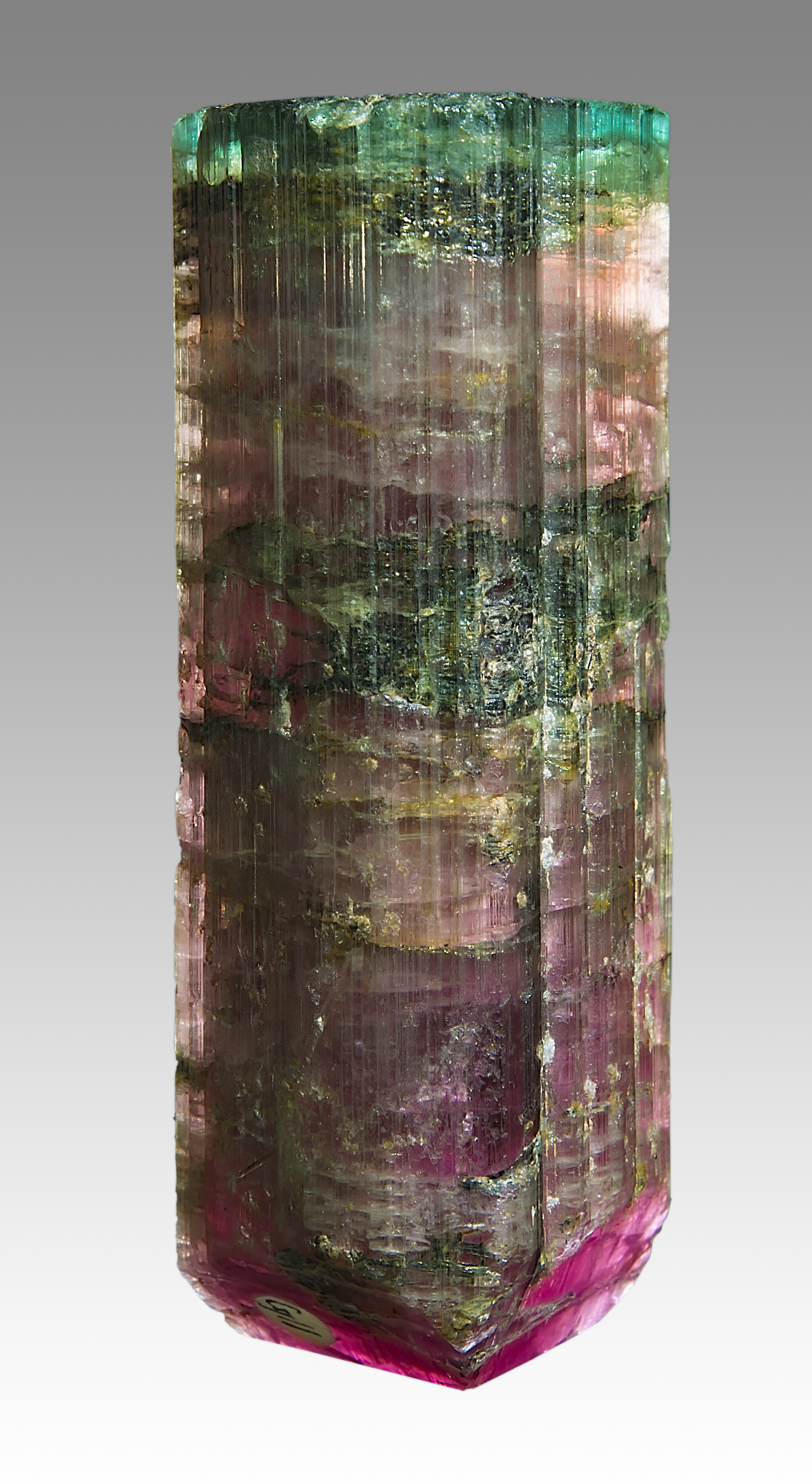
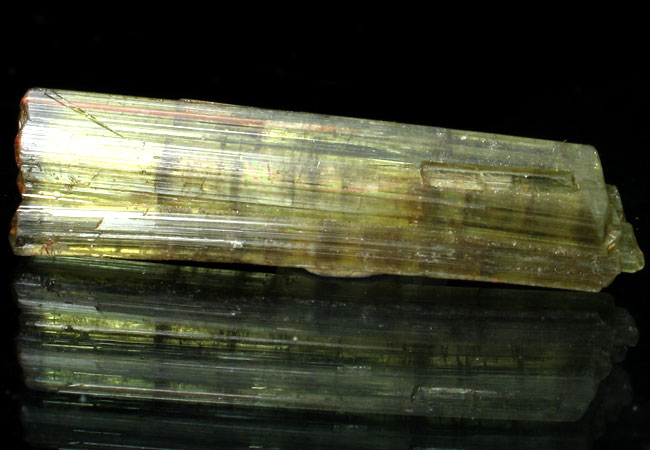
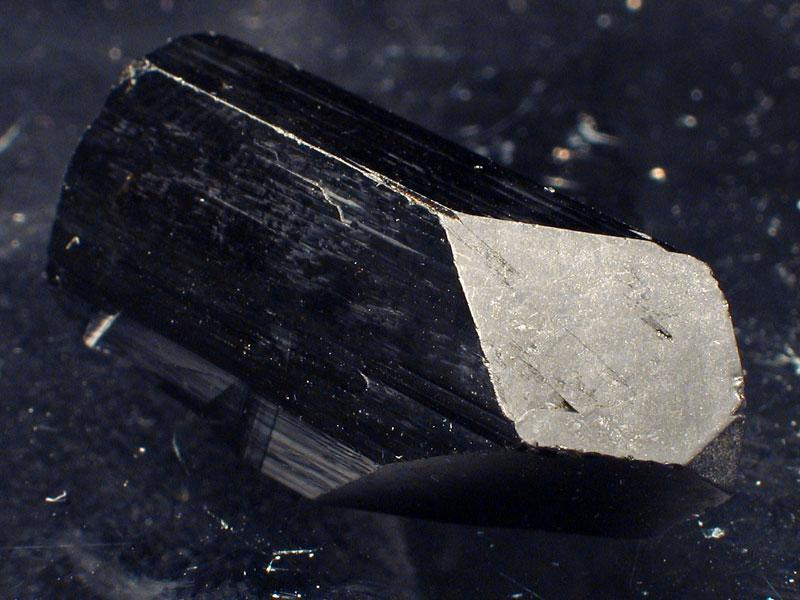

### 巴西
在巴西幾乎可以找到各色的電氣石，尤其是在米納斯吉拉斯州和巴伊亞州，另外在帕拉伊巴州所產的含銅鋰電氣石（Cuprian Elbaite）又稱帕拉伊巴電氣石（Paraiba Tourmaline），由於大量的內含物和含銅的關係，該電氣石顏色呈現藍色到綠色，另外除了帕拉伊巴州外，在該州旁的北里約格朗德州也產大量相同品種的電氣石，該地的電氣石顏色並沒有那麼強烈，但是卻可以找到很多品質良好的標本。

## 参看
- 矿物列表

## 註解
1. 1 2  暫時無中文名稱
2. ↑  又名氟-布格電氣石
3. ↑  暫時無中文名稱又名鐵電氣石，但是容易和另一種黑色鐵電氣石(Schorl)混淆
4. ↑  又名罗斯曼石